# Coelosphaera rhaphidifera
Coelosphaera rhaphidifera är en svampdjursart som först beskrevs av Topsent 1889.  Coelosphaera rhaphidifera ingår i släktet Coelosphaera och familjen Coelosphaeridae. Inga underarter finns listade i Catalogue of Life.